# 岡本柳之助
岡本 柳之助 （おかもと りゅうのすけ、嘉永5年8月14日（1852年9月27日） - 1912年（明治45年）5月14日）は、紀州藩出身の国粋主義者、大陸浪人、陸軍少佐、朝鮮宮内府兼軍部顧問。本姓は諏訪。竹橋事件に関与して官職剥奪。乙未事変を主導。辛亥革命が勃発すると上海に渡り、当地で客死した。号は東光。

## 経歴
紀州藩の世臣・諏訪新右衛門の第二子。江戸藩邸に生まれる。岡本家の養子となり岡本姓を名乗る。幼少より文武の才に富み、15歳で幕府の砲術練習所に学び、16歳で江戸定府紀州藩砲兵頭となり、彰義隊に加わって佐幕派として官軍に抗するが、敗れて伊勢松坂に送致される。維新後の藩政改革で津田出や鎌田栄吉、陸奥宗光に見出され、東上して1874年（明治7年）に陸軍大尉となる。1875年（明治8年）の江華島事件の際に朝鮮に派遣された黒田清隆に随行して渡韓。1877年（明治10年）の西南戦争では、大阪鎭台の参謀大尉として山路元治と共に九州各地に転戦。戦功により少佐に進み、東京鎭台予備砲兵第一大隊長となる。
竹橋事件では、内山定吾少尉ら部下に押され参加。しかし当日の決起直前に突如静観の姿勢へと転換、午後10時飛鳥山への行軍を開始した。暴動発生後も参加を勧める部下を抑え、そのまま飛鳥山で宿泊した。しかし、結局は竹橋兵営の隊長として暴動を知りながら上官に報告もせず、暴動勃発後も鎮圧にあたらなかったとして官職を追放、正七位及び勲四等を褫奪された。これらの行動について、反乱を通して当時西南戦争に関与したとして投獄されていた陸奥宗光を救出しようとしたものの、直前に津田出に諌められ反乱を思いとどまったとの説もあるが、当時津田と面会した事は実証されていない。
その後、同郷の鎌田栄吉から福澤諭吉を紹介され、門人となる。福澤邸で書生を務めながら、ともに官職を追放された松尾三代太郎と慶應義塾に学び、金玉均・朴泳孝と親交を深める。次いで日蓮宗の新井日薩と日蓮主義を研究し、南方熊楠とも親交を持った。井上角五郎らと共に金玉均を追って上海に渡り、次いで大鳥圭介公使や陸奥宗光外相と共に漢城に渡り、袁世凱との折衝に努めた。陸軍の福島安正と謀り、雲峴宮より大院君を奉じて朝鮮内部の改革を主導、朝鮮政府の軍事顧問に就任した。
晩年は中国の革命を援助しながら東洋政策の研究と『日魯交渉北海道史稿』『政教中正論』などを著し、北海道史や日蓮仏教の研究などを行った。1912年（明治45年）に清国上海を視察中、急死した。

## 乙未事変
1895年（明治28年）、大院君は、岡本が用意したクーデター布告である「国太公告論文」を承認。「いざ入城し、キツネを臨機処分せん」として大隊の指揮官に立ち、次に李周会と禹範善の訓練隊が続き、時の駐韓公使三浦梧楼と気脈を通じて、一部の志士や朝鮮人訓練隊などと共に10月8日の夜、大院君を擁して王城に乗り込み、閔妃は暗殺された。この事件で退韓命令を受け、帰国後、岡本を含む事件容疑者は広島監獄署に勾留されたが、翌年1月の予審において首謀と殺害に関しては証拠不十分で全員免訴となり放免された。大院君は、岡本の同行を求めた孫の李垵鎔に対し「お前だけは居残り、万一この挙が失敗すれば日本に亡命し、後日を期せよ」と述べたという。

## 墓所
東京都大田区の池上本門寺に東光岡本柳之助墓がある。法号は大雲院東光日電大居士。墓の裏面には
嘉永五年八月十四日於江戸赤坂和歌山藩邸生

明治四十五年五月十四日於清国上海歿
と記されている。

## 家族
実弟（諏訪新右衛門の三男）に、陸軍エリート（騎兵中尉）から、パリの日本人向けホテル「Hotel Tatruny 」（別名・諏訪旅館）の経営者となり、謎の死を遂げた諏訪秀三郎（1855-1933）がいる。1872年に18歳で曾禰荒助らとともに陸軍派遣の公費留学生としてフランスで2年学び帰国、1877年に井上馨の欧米視察に随いパリに滞在、翌年帰国し陸軍に奉じたが、軍を辞め、ベルギー人女性と結婚して1880年に渡仏。その後妻が死亡し再婚。南方熊楠によると、下宿屋老寡婦の夫となって宿経営に当たった、という。日本の舞踊・相撲の興行も企画したが、芸妓等の醜悪な風俗を海外へ出すことを望まない明治政府が許可しなかった。ベルギーの運河で額を銃で撃たれた遺体として発見されたが、自殺か事件かは不明。

## 著書
- 岡本柳之助（濤山） 著、井田錦太郎（易軒） 編『岡本柳之助論策』田中三七、1898年1月。
- 岡本柳之助 編『日魯交渉北海道史稿』風月書店、1898年。
  - 『日魯交渉北海道史稿』 上、龍溪書舎〈明治後期産業発達史資料 第289巻 府県産業篇5〉、1995年12月。 - 岡本編(1898)の復刊。
  - 『日魯交渉北海道史稿』 下、龍溪書舎〈明治後期産業発達史資料 第290巻 府県産業篇5〉、1995年12月。 - 岡本編(1898)の復刊。
- 『政教中正論』村上書店、1899年11月。
- 岡本柳之助述 著、平井晩村 編『風雲回顧録』武侠世界社、1912年。
  - 岡本柳之助述 著、平井駒次郎 編『風雲回顧録　伝記・岡本柳之助』大空社〈伝記叢書 39〉、1988年6月。 - 岡本(1912)の復刊。
  - 岡本柳之助 著、平井晩村 編『風雲回顧録』中央公論社〈中公文庫〉、1990年3月。ISBN 4-12-201691-6。
  - 岡本柳之助 著、平井晩村 編『風雲回顧録』（改版）中央公論新社〈中公文庫〉、2006年1月。ISBN 4-12-204640-8。